# Qabda
Die Qabḍa (arabisch قبضة) war im ägyptischen Maßsystem die Faustbreite und ein kleines Längenmaß. Die Fingerbreite Aṣba, wie angeführt, war immer 1/24 der Elle und wird in neuerer Zeit mit 3,125 Zentimeter amtlich gerechnet, hatte aber im 16. Jahrhundert 2,032 Zentimeter.
- 1 Qabḍa = 4 Aṣba (Fingerbreite) = 1/6 der Elle

Auf die gewöhnliche Elle (Schwarze Elle) rechnete man
- 1 Qabḍa = 4 Aṣba (1 A. = 2,252 Zentimeter) = 9 Zentimeter

Bei der kanonischen Elle war
- 1 Qabḍa = 4 Aṣba (1 A. = 2,078 Zentimeter) = 8,31 Zentimeter

Im 19. Jahrhundert war
- 1 Qabḍa = 6 ¼ Inch = 15,875 Zentimeter